# Heliconius etylus
Heliconius etylus är en fjärilsart som beskrevs av Osbert Salvin 1871. Heliconius etylus ingår i släktet Heliconius och familjen praktfjärilar. Inga underarter finns listade i Catalogue of Life.